# Melanitta
Melanitta är ett fågelsläkte inom familjen änder med cirkumpolär utbredning i norra Nordamerika, Europa och Asien. Släktet har genomgått flera taxonomiska förändringar. Idag urskiljs sex arter i släktet:
- Sjöorre (M. nigra)
- Amerikansk sjöorre (M. americana)
- Vitnackad svärta (M. perspicillata)
- Svärta (M. fusca)
- Amerikansk knölsvärta (M. deglandi)
- Sibirisk knölsvärta (M. stejnegeri)

De båda knölsvärtorna behandlades tidigare som en och samma art, knölsvärta (M. deglandi), som i sin tur längre tillbaka ansågs vara en del av arten svärta. Likaså betraktades amerikansk sjöorre fram tills nyligen som en underart till sjöorren.